# 徐震 (艺术家)
徐震（1977年—），上海市人，中华人民共和国藝術家。

## 生平
1996年畢業于上海市工艺美术学校。後來前往北京市的中央美术学院的進修班學習，但未能考入中央美术学院。1997年徐震回到上海。2009年成立沒頂公司。